# Península de Loranchet
La península Loranchet es una península que forma la punta septentrional de la gran Tierra, una isla francesa del archipiélago de los Kerguelen en las Tierras Australes y Antárticas Francesas.

## Historia
Fue cerca de esta península donde James Cook llegó al archipiélago de los Kerguelen el 25 de diciembre de 1776, las nombró « islas de la Desolación » y denominó al lugar de atraque como la bahía del Pájaro, Puerto Navidad (Christmas Harbour). En el siglo XX}, en este lugar se instaló una estación geomagnética.

## Geografía
- Lago Zizi

- Datos: Q2421669